# 道の駅たろう
道の駅たろう（みちのえき たろう）は、岩手県宮古市田老にある国道45号の道の駅。
オープン当初は田老地区中心部の北にある高台に位置していたが、地権者と1993年より締結していた賃貸借契約を延長する交渉がまとまらなかったことや、三陸北縦貫道路が田老まで開通後は国道45号の交通量が減少することが予想されたことから、田老地区中心部へ移転することが2014年に決定。2016年7月に現在の場所で仮オープン後、2018年4月7日に本格オープンした。

## 沿革
- 1995年（平成7年）4月11日 - 道の駅に登録。
- 2016年（平成28年）
  - 1月27日 - 国土交通省により平成27年度重点「道の駅」に選定[4]。
  - 7月31日 - 田老字重津部34-2から田老2-5-1に移転[1]。
- 2018年（平成30年） 4月7日 - 本格オープン。

## 施設
東日本大震災の被災から再建した地元商店などが出店している。
- 駐車場
  - 普通車：62台
  - 大型車：12台
  - 身障者用：2台
- トイレ：30器
- 総合観光案内所「たろう潮里ステーション」(9:00 - 17:00)[6]
- 産直施設「とれたろう」(9:00 - 17:00)[6]
- ファストフードコーナー (10:00 - 17:00)[6]
- 食堂[7]
- コンビニエンスストア（ニューヤマザキデイリーストア）[3]
- ドッグラン「ワン・たろう」[6]
- 公園「キッズパークたろう」[6]

### 移転前の施設
- 駐車場
  - 普通車：35台
  - 大型車：5台
  - 身障者用：1台
- トイレ

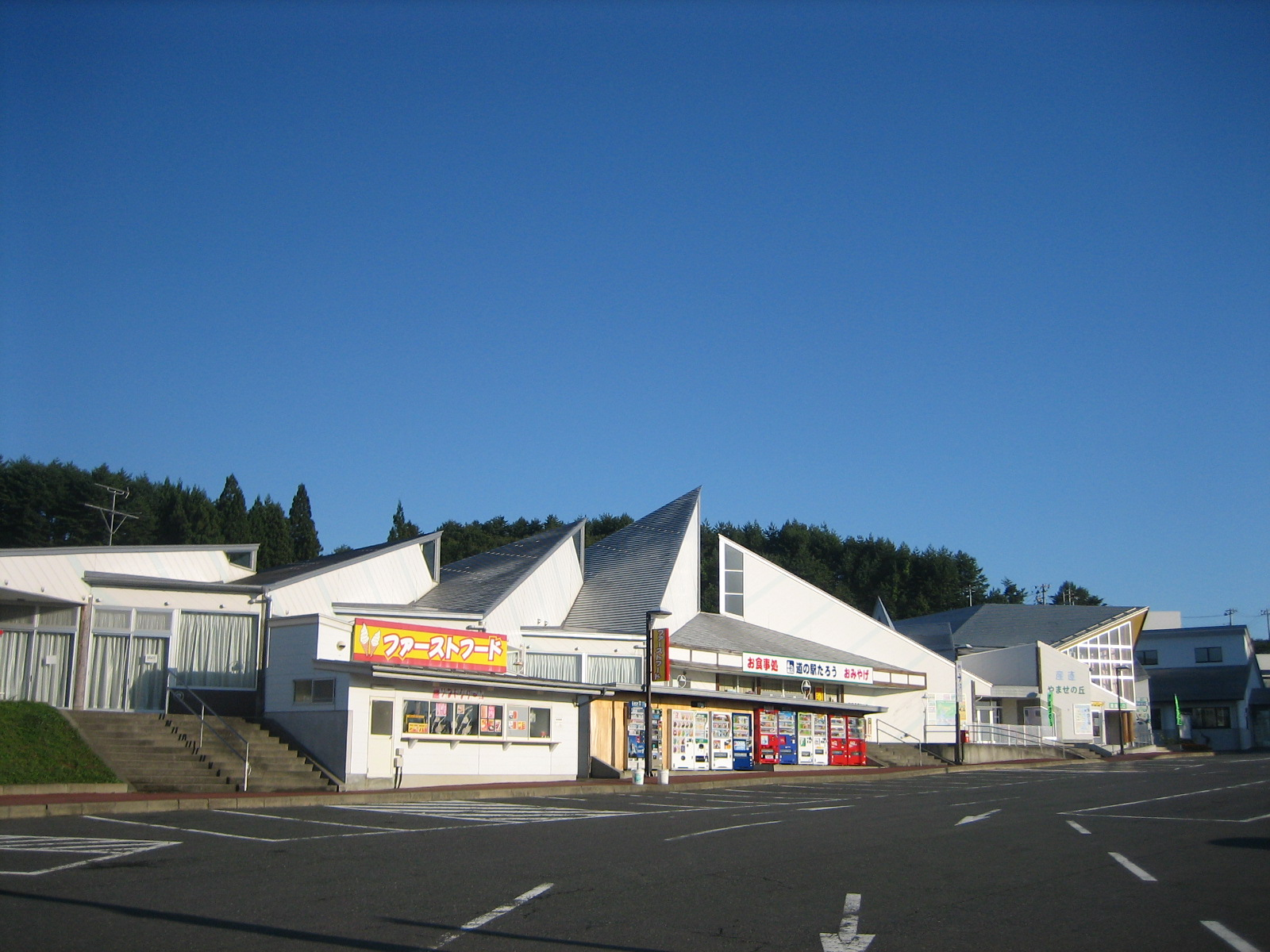
旧施設

  - 男：大 4器（2器）、小 10器（4器）
  - 女：9器（4器）
  - 身障者用：3器（1器）

※（）は、24時間利用可能
- 公衆電話：2台
- 観光情報センター
  - 物産品販売
  - ファーストフード (9:00 - 19:00)
  - レストラン「ぱろす」（10:30 - 19:30, ラストオーダー19:00）
- 産直施設「やませの丘」(9:00 - 16:00)

## 休館日
- 年末年始

## アクセス
国道45号 - 登録路線
- 久慈方面から：E45 三陸沿岸道路 田老真崎海岸ICから国道45号を南へ約3 km
- 仙台方面から：E45 三陸沿岸道路 田老南ICから国道45号を北へ約2 km

最寄り駅・バス停
- 三陸鉄道リアス線 新田老駅
- 岩手県北バス「田老中町」または「田老四丁目」停留所

## 周辺
- 田老野球場（キット、サクラサク野球場）- 当駅に隣接。
- 宮古市立田老第一中学校
- 田老漁港
- たろう観光ホテル（震災遺構）
- 三王岩
- 三陸鉄道リアス線 新田老駅